# تهرانی (نی‌ریز)
تهرانی (نی‌ریز)، روستایی از توابع بخش مرکزی شهرستان نی‌ریز در استان فارس ایران است.

## جمعیت
این روستا در دهستان هرگان قرار دارد و بر اساس سرشماری مرکز آمار ایران در سال ۱۳۸۵، جمعیت آن ۶۴ نفر (۱۵ خانوار) بوده‌است.